# Enúma elis

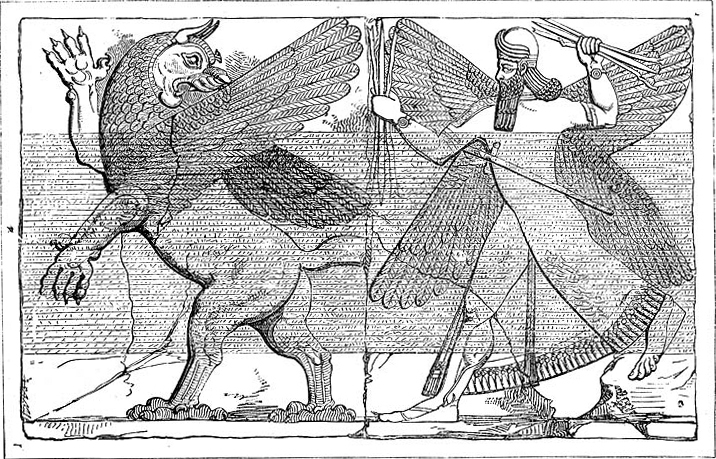
Marduk legyőzi Tiamatot

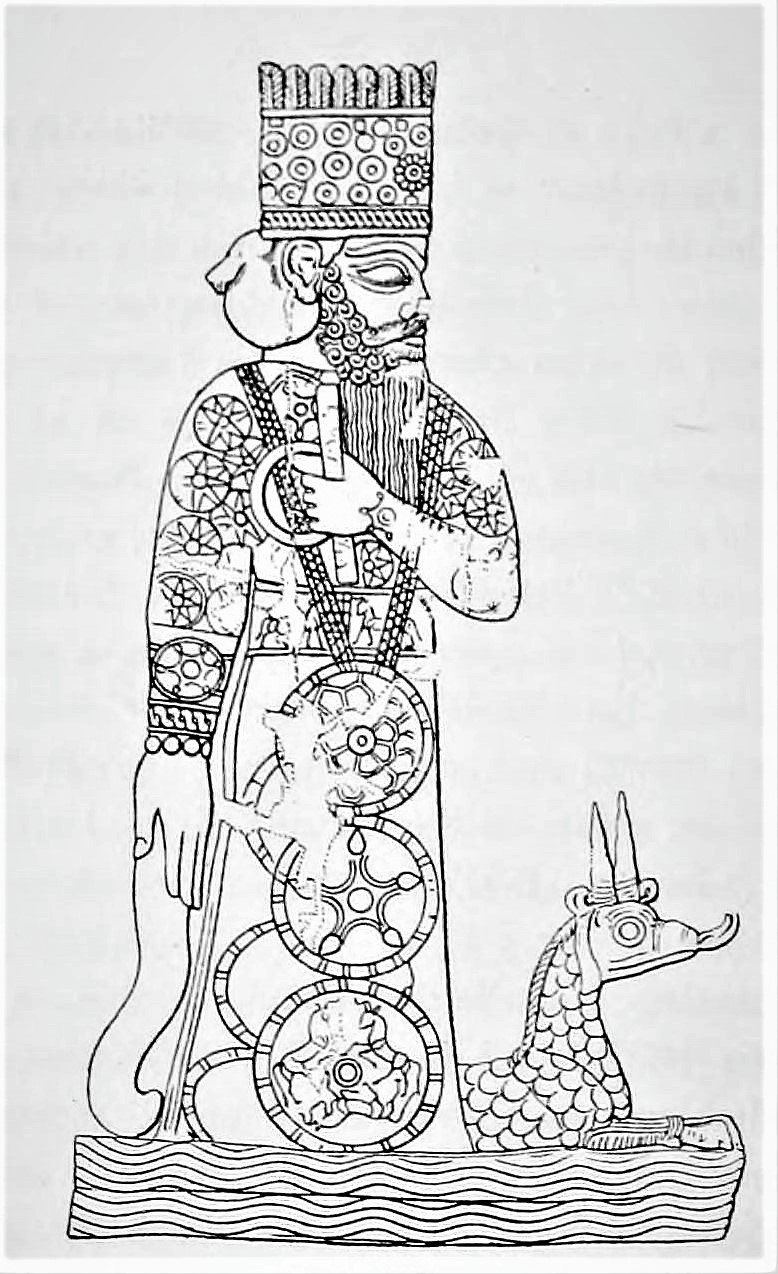
Marduk és Mushussu

Az Enúma elis (𒂊𒉡𒈠𒂊𒇺, másképp  e-nu2-ma e-liš) akkád nyelvű amorita teremtéseposz, amely már az óbabiloni kor után nyerte el végső formáját. Címe nem ismert, a kezdősor első két szava (enūma eliš..., „amikor fönt...”) alapján nevezik így. Az i. e. 2. évezred második felében, közelebbről az i. e. 13. század és i. e. 12. század fordulója után keletkező epikus mítosz az istenek generációiról szól, valamint azok legfontosabb tevékenységét ismerteti a világ kezdeti szakaszában. A mezopotámiai kozmogónia és teogónia összefoglalása, egységes epikus keretbe öntése, de valójában nem kifejezetten teremtéseposz, hanem Marduk főistenné válásának története. A generációs küzdelmek leírása azt a célt szolgálja, hogy keretet adjon ennek, ez a motívum idegen Mezopotámiában, nyugatról, valószínűleg Ugaritból származik.
Hét táblán helyezték el a szöveget, mindegyiken eredetileg körülbelül 150 sorral. A hét táblás elrendezés megszabja a szerkezetet is, hét fejezetnek, a cselekmény hét szakaszának felel meg. Nagy számú töredéke került elő, amelyek 800 év alatt – i. e. 10–i. e. 2. század között – keletkeztek. A legidősebb töredék is néhány évszázaddal későbbi, mint az eposz stílusából és szövegéből következtethető valódi keletkezési dátum, az első fogalmazvány elkészülte. A nyolc évszázad töredékei azt mutatják, hogy a mű rendkívül elterjedt, ismert és terjesztett mítosz, de jelenleg hiánytalanul nem rekonstruálható.

## Az eposz
| Eredeti szöveg | Magyarul |
| --- | --- |
| 1 e-nú-ma e-liš la na-bu-ú šá-ma-mu 2 šap-liš am-ma-tum šu-ma la zak-rat 3 ZU.AB-ma reš-tu-ú za-ru-šu-un 4 mu-um-mu ti-amat mu-al-li-da-at gim-ri-šú-un 5 A.MEŠ-šú-nu iš-te-niš i-ḫi-qu-ú-šú-un 6 gi-pa-ra la ki-is-su-ru su-sa-a la še-ˁu-ú 7 e-nú-ma DINGIR DINGIR la šu-pu-u ma-na-ma | 1 Midőn fönn az ég nevetlen 2 s alant a föld szintazonképp 3 Apszu, az őskezdet, minden dolgok teremtője-atyja 4 s Mummu-Tiamat ősanyánk még 5 vizeikkel egybemosódtak 6 nem volt szárazföld se, láp se 7 s egyike sem az isteneknek |

### Első tábla
Az első tábla 162 sorában az Őskáosztól Kingu létrehozásáig terjedő időszakról olvashatunk. Az első két sor mindjárt egy közkeletű, a névmágiával kapcsolatos mitológiai elem:
„Midőn fönn az ég nevetlen1 s alant a föld szintazonképp²”
Megnevezetlen őselemekről van szó, a névtelenség a teremtés előtti állapotot jelzi: ami nincs megnevezve, az nem létezik, mert a név kimondása egyben a dolog megteremtését is jelenti.
Apszu – minden dolgok teremtője – és Tiamat – az ősanya – a vizek megszemélyesítői, mégpedig az édesvíz és a tenger princípiumai. A víz és az ég létezett, az égboltot Mummu képviseli, aki ebben a szövegben általában Tiamattal azonos (Mummu-Tiamat), de eredetileg a szelek önálló istene. Az Enúma elis szerint Apszu és Mummu-Tiamat nemzették az isteneket, amely valószínűleg arra az eredeti elképzelésre vezethető vissza, hogy a szél összekeverte a vizeket, így jöttek létre a szárazföldek. Az első tábla szerint később Éa kasztrálja Mummut, ami szintén akkor érthető, ha önálló, hímnemű isten volt, hiszen a szintén férfi Apszu vele nem nemzhette a második istengenerációt.
Lahmu és Lahamu születtek a frígyből. A szöveg nem határozza meg, hogy Ansar és Kisar (körülbelül „égi világ” és „földi világ”) megint Apszu és Tiamat, vagy már Lahmu és Lahamu gyermekei-e. Csak annyit mond, hogy Ansar és Kisar dicsőbbek, mint Lahmu és Lahamu. (15–16. sor.)
Ansar gyermeke Anu, akinek fia Nudimmud (sumerül: aki készít és teremt, Éa isten egyik mellékneve, a szövegben később Éa néven szerepel) istent nemzi. Nudimmud „akkora hős, olyan erős”, hogy minden korábbi generációt megelőz.
Az új istenek Tiamatot gúnyolták, ami Apszu haragját vonta magára, akit egyébként is zavar álmában az istenek nyüzsgése. Apszu és Tiamat megegyeznek a fiatal istenek elpusztításában. Éa rátámad Apszura és Mummura, ráolvasásaival elkábítja őket, Mummut megcsonkítja és Apszut megöli. Éa és Damkina nászából ekkor fogan Marduk.
Anu létrehozza a négy szelet és a forgószelet, hogy a folyóvizeket (Tiamatot) zaklassák. Tiamat hatalmas kígyókat és sárkányokat teremt, akik közül az elsőszülött Kingu. Az ifjabb istenek velük szemben tehetetlenek.

### Második tábla
A második tábla 152 sorban az ifjabb istenek és Tiamat küzdelmét mondja el, mindaddig, amíg Marduk elvállalja a küzdelem vezetését.
Tiamat további tizenegy szörnynek ad életet, akiknek vezére Kingu lesz. Kingu erőszakos fogadkozását hallva Ansar újra fiát, Éát kéri a beavatkozásra, de Éa nem hajlandó újra küzdeni, viszont elmegy követségbe. A látogatásról azzal tér haza, hogy nem tud Tiamat teremtményeivel harcolni, mert azok túl erősek. Ansar javaslatára Éa Mardukot kéri fel a küzdelem vezetésére. Marduk azt a feltételt szabja, hogy Ansar hívja össze az istenek gyűlését, ahol minden isten hűséget fogad Marduknak.

### Harmadik tábla
A harmadik tábla 138 sorban megismétli Marduk kérését az istenek gyűlésére vonatkozóan. Eközben bemutatja a korábbi istenek (Éa, Ansar, Lahmu) gyávaságát, akik nem mernek szembeszállni Tiamattal és teremtményeivel. Ezzel bizonyítja az eposz Marduk elsőségét a panteonban. E táblán több ismétlés található, így Tiamat szörnyszülötteinek felsorolása, Kingu vezérségének kijelentése, Marduk fogadalma. Kingu megkapja a sorstáblákat Tiamattól, ezzel gyakorlatilag a mindenhatóságot ruházta rá, hiszen mindenkinek sorsa felett hatalmat kapott.

### Negyedik tábla
A negyedik tábla 146 soros. Marduk elfoglalja a fő helyet az istenek tanácsában, majd egy köntös eltüntetésével és megjelenítésével bizonyítja teremtő erejét. Ennek láttán a többi isten királynak választja, trónra ültetik, jogarral, palásttal látják el. Megkapja a Bél (= úr) címet. A harchoz fegyvereket készít, az eposz őt tekinti a buzogány, az íj, a kard és a háló feltalálójának. Segítségül hívja a négy szelet is, akik a háló négy sarkát fogják. Megküzd Tiamattal, hálót vet rá, a szelek kitátott szájába hatolnak és kitöltik bensőjét, nyílvesszővel a földhöz szegezi, majd harci bárdjával kettévágja. A tizenegy szörnyet, akik Tiamat vesztét látva menekülőre fogják, bebörtönzi. Kingutól elveszi a sorstáblákat. Tiamat egyik feléből az égboltot, másikból az óceánokat alakítja ki. Nudimmud és Apszu házainak mintájára létrehozza az Ésarrát.

### Ötödik tábla
Az ötödik tábla eredetileg 157 soros volt. Ezen Marduk meghatározza a világ szabályait. Felszegezi az égre a Lumasi-csillagokat, minden hónapra hármat, ezzel „megmérte az évet”. Kijelölte Enlil és Éa istenek szerepét – később Anuét is – és létrehozza Nannart, a Holdat, hogy őrizze az eget. Egyben a Hold fázisváltozásait is megszabja.

### Hatodik tábla
A hatodik tábla 166 során Marduk befejezi a teremtést Lulla megformálásával (sumer LU.LU = emberiség). Az Embert megtervezi, hogy szolgálja az isteneket és legyen az égi világ és az alvilág örömére. Éa szerint azonban az Embert egy isten feláldozásával lehet csak létrehozni. Marduk Tiamat és Kingu feláldozását kéri az istenektől. Kingu felvágott ereiből csurgó vérből formázták meg az első embert. Az istenek Marduk engedélyével felépítik Báb-ilit, az istenek kapuját, ahol Marduk, Enlil és Éa lakhelyre talált. A nagy istenek gyűlései ezután Báb-ili fenséges tróntermében zajlottak. Marduk fegyverei és trónja csillagképekké lettek. A „feketefejűek” pásztora lett, vagyis a mezopotámiai sémiták istene. Ezeknek a feketefejűeknek felépítik Báb-ili földi mását, a folyamközi Báb-ilit, ahol az Észagíla lett Marduk fő székhelye.
Az ember teremtésével „szabaddá teszi” az isteneket és az istenek munkáját az emberekre rakta. Ez a munka a „közmunka” (dullum). Az eposz korábban egyetlen alkalommal sem említi, hogy az istenek dullummal tartoztak volna Marduknak, ezért feltehető, hogy a jelenet utalás egy másik – számunkra ismeretlen – mítoszra.

### Hetedik tábla
A hetedik tábla 162 sorának nagy része Marduk magasztalása. Megismerhetjük Marduk ötven nevét, és a korábbi istengeneráció – Enlil és Éa – átadja neki minden hatalmát. Az eposz legvége a mű fennmaradását hivatott biztosítani, felszólít a hagyomány megőrzésére, a mű szóbeli terjesztésére és megismerésére.

## Az eposzról
Az Enúma elis hasonló a sumer eposzokhoz, amelyekben gyakori a bevezetésben alkalmazott kozmogóniai „előjáték”. A teremtés története itt is csak keret Marduk történetéhez. Marduk akkor került a mezopotámiai mitológia élére, amikor már lényegében nem képződtek újabb epikus történetek, a világmagyarázat befejezett. Ez időben átdolgozták a régi mondákat vagy egyszerűen szabadon cserélgették az istenek neveit. Az Enúma elis asszír változata például egyszerűen Assurt írja Marduk helyébe. Marduk egyrészt átveszi a korábbi főistenek szerepét, másrészt legyőzi a többi fontos istenséget, valamint megteremti az embert, ezzel igazolva a mitológiai fontosságát.
Marduk az i. e. 18. században a Hammurapi-sztélé feliratában a korábban jelentéktelen Babilon helyi amorita isteneként jelenik meg. Babilon politikai élre törésével párhuzamosan egyre előrébb került, a babiloni Marduk-papság már az i. e. 2. évezred közepén főistenként tisztelte, hasonlóképpen az assuri Assurhoz, akit helyileg szintén főistenként tiszteltek. Az egyiptomi szinkretizmussal ellentétes módon nem azonosították az azonos jellegű isteneket egymással, hanem egyszerűen felcserélték őket. Az i. e. 13-11. század fordulójától a babiloni panteon vezető helyére került. A Marduk-kultusz I. Nabú-kudurri-uszur idejében (Kr.e. 1121–1100) vált véglegesen és kizárólagosan a legfontosabbá. Az eposz Babilonban keletkezett, feltehetően Marduk papjai közül valakinek a műve, majd az i. e. 12. századtól kezdve erősen terjedt.
Az eposzban eredetileg talán az istenek kötelező munkája, majd sztrájkja szerepelt, és csak később írták hozzá a Tiamat–Marduk küzdelmet. A két istenség harcát egyre inkább nem mezopotámiai, hanem attól nyugatabbi keletkezésűnek tartják, így nem lehet véletlen, hogy szélesebb körű elterjedése az Óbabiloni Birodalom bukása után, a kasszita korban történt. A cselekmény teli van ellentmondásokkal, a teremtés aktusa például éppúgy két – egymásnak ellentmondó – verzióban szerepel benne, mint a Bibliában.
Az i. e. 3. századból adat van arról, hogy Babilonban az akítu ünnepének negyedik napján, azaz a Niszan 11. napján (március vége) egy pap teljes terjedelmében elmondta a szöveget. Valószínűsíthető, hogy – mivel a Marduk-mítosz az államvallás fő eleme volt – minden évben sor került erre. Korábban úgy gondolták, hogy az Enúma elis mitológiai anyaga közvetlenül is hatott a környező népek kozmogóniai mítoszaira (például a hettita Égi királyság című epikus költeményre). Ugyanakkor – mivel a sumer mitológia nem ismeri az önálló kozmogóniai mítoszt – a hettita és hurrita kozmológiák is visszahatottak Mezopotámiára és alakították ki az i. e. 2. évezred végére az akkád nyelvű mezopotámiai kozmogóniai irodalmat. A hasonlóság a hettita Kumarbi-ciklus történeteivel (hurri Kumarwe) igen nagy. A későbbiekben az arameus eredetű kháldeusok is ezt a vonalat folytatták. A hellenizmus korában Bérósszosz is tanulmányozta.